# Weiskirch
Pour les articles homonymes, voir Weisskirchen.
Weiskirch (Weißkirchen en allemand) est un écart de la commune française de Volmunster, dans le département de la Moselle.

## Toponymie
Weiskerch (1030), Wyskerch (1037), Weiskirchen (1353), Weisckrich (1594), Weiskirken (1756), Weiskirch (1771), Weiskircken (carte Cassini), Weiskirche (1801).
Durant le XIXe siècle, Weiskirch était également connu sous l'alias de Blanche-Église.

## Histoire
Du point de vue spirituel, le village est succursale de Volmunster, le chef-lieu d'archiprêtré depuis 1802, de même qu'Eschviller, Nousseviller-lès-Bitche et Dollenbach.
Du point de vue administratif, le village est depuis 1813 une annexe de Volmunster, chef-lieu de canton, après avoir été une éphémère commune à partir de 1790.

## Démographie
| 1793 | 1800 | 1806 |
| ---- | ---- | ---- |
| 236  | 186  | 229  |